# Canterbury (New Hampshire)
Canterbury – miasto w Stanach Zjednoczonych, w stanie New Hampshire, w hrabstwie Merrimack.